# Puig de Burgarag
El puig de Burgarag (o en occità Puèg de Bugarag) i antigament, Pic de Thauze, és un puig dels Pirineus occitans (Llenguadoc) al departament de l'Aude i a la regió d'Occitània. Amb 1.230 metres, és el punt més alt de la serralada de les Corberes. Se situa al terme municipal de Burgarag. El vessant sud de la muntanya correspon al terme de Caudiers a la Fenolleda, Catalunya Nord.
El seu nom antic s'esmenta en llatí com a Bugaragium o Bugraragium, del cèltic veru-karaio ('rocassa corba') segons Joan Coromines, que en catalanitza l'ortografia en Bugaraig.
El puig és isolat, perquè és voltat de valls i no pas relligat directament amb altres muntanyes per a formar una cadena, llevat d'un petit port al sud. La seva part oest és situada al territori del municipi de Burgarag, la seva part est al de Camps. El desnivell entre el seu pic (1.230 m) i la seva base al vilatge de Burgarag (480 m) és de 750 m per una distància en línia dreta de 2 km. És una curiositat geològica, que és eixida d'un plegament allargat: els jaços superiors són més antics que els jaços inferiors. És per això que se'n diu «muntanya al revés».
Als peus del puig de Burgarag s'obre una de les cavitats pels amants de l'espeleologia, el Bufo Fret amb 5.000 m de recorregut, -10 i +160 m de desnivell.

## Determinació de la longitud del metre
Aquest cim va formar part de la colla de vèrtexs on es van prendre dades i s'hi van fer triangulacions, a finals del segle xviii, per mesurar amb precisió el meridià terrestre que passa per Dunkerque, París i Barcelona. Això va permetre determinar la longitud del metre.

## Llegendes i mites[5]
Es té coneixement que a finals del segle xix, diversos estudiosos es van interessar per Burgarag, a més de Juli Verne, membres de societats teosòfiques franceses hi van fer prospeccions. Es diu que Helena Blavatsky, fundadora de la Societat Teosòfica i defensora de l'existència d'Agartha s'hi va interessar personalment. La hipòtesi era que en una de les cavitats de Burgarag hi ha una de les entrades del reialme subterrani d'Agartha, Asgartha o Agharti.
Hi ha qui considera que Juli Verne, l'escriptor i visionari, autor de textos de viatges extraordinaris, també es va interessar per Burgarag. Iniciat en la gaia ciència, se li ha atribuït ser membre de diverses lògies o societats secretes i li agradava encriptar en els seus textos noms, enigmes o fets reals. L'any 1896 va escriure un relat aparentment anodí: Els viatges de Clovis Dandertor, cognom que podria ser un anagrama d'”or ardent”. Un dels personatges, en concret el capità d'un vaixell, es diu Bugarach, potser relacionat amb el gravat del castell i el vitrall de l'església. La nau del vitrall es mou damunt d'un mar verd, que podria ser interpretat com una vall envoltada de turons.
L'argument porta a la recerca d'un gran tresor, tresor que les llegendes locals ja atribuïen a la zona i que amb l'afer Saunière de Rènnas uns anys després de la publicació de la novel·la, encara es va fer més palès.
Els estudiosos de l'escriptor li atribueixen l'interès que tenia pel Meridià de París i alguns apunten que es va inspirar en les llegendes i les galeries subterrànies de Burgarag per escriure Viatge al centre de la terra.
Posteriorment, cada vegada que es tornava a posar de moda l'afer del tresor de Rènnas, Burgarag tornava a ser centre d'atenció, situant a les coves el suposat tresor merovingi que va trobar el capellà Saunière. A partir del 1960, es va començar a fer prospeccions, a vegades mineres i d'altres a la recerca del tresor. Paral·lelament va renéixer l'interès pels càtars.
En primer lloc Déodat Roché (1877-1978), filòsof, francmaçó, però sobretot estudiós dels càtars, va estudiar aquest fet històric a la regió i tenia un especial interès en les cavitats de Burgarag. Actualment, a Arcas es pot visitar la seva casa convertida en centre d'interpretació del catarisme, seu també de la Société du Souvenir et des Éstudes Cathares. Sembla que va ser ell qui va impulsar el suís Daniel Bettex (1933-1988), apassionat pel catarisme, a fer prospeccions subterrànies a la zona de Burgarag. Avui encara es desconeixen bona part dels resultats de molts anys de recerques. Es diu que existeixen unes fotografies d'una arca mig fossilitzada trobada a la gruta de la font de Dotz. D'aquests rumors se’n va despendre que sota terra, a Burgarag, hi ha enterrada l'Arca de l'Aliança. A partir del 1988, després d'anunciar que havia trobat una galeria molt profunda, Bettex va tenir problemes de salut i va haver d'abandonar la seva activitat prospectora. Un cop mort, la Société du Souvenir et des Études Cathares es va plantejar continuar les investigacions, però sembla que el govern francès els va negar el permís.
Finalment, i sumat al fet que s'hi han fet albiraments d'ovnis, també es diu que Steven Spielberg es va inspirar en la muntanya per la seva pel·lícula Encontres a la tercera fase.

## Galeria

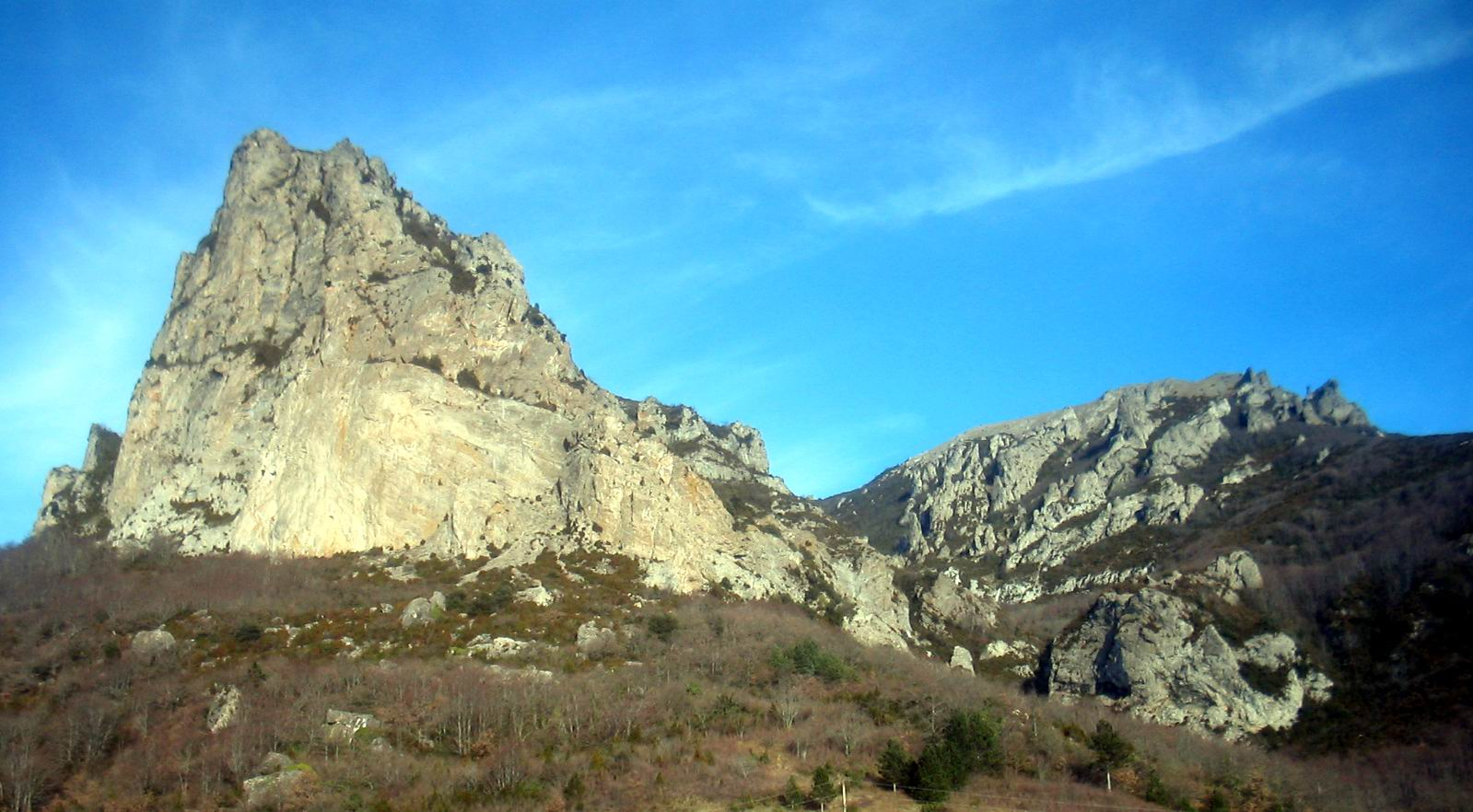
Abocant Sud
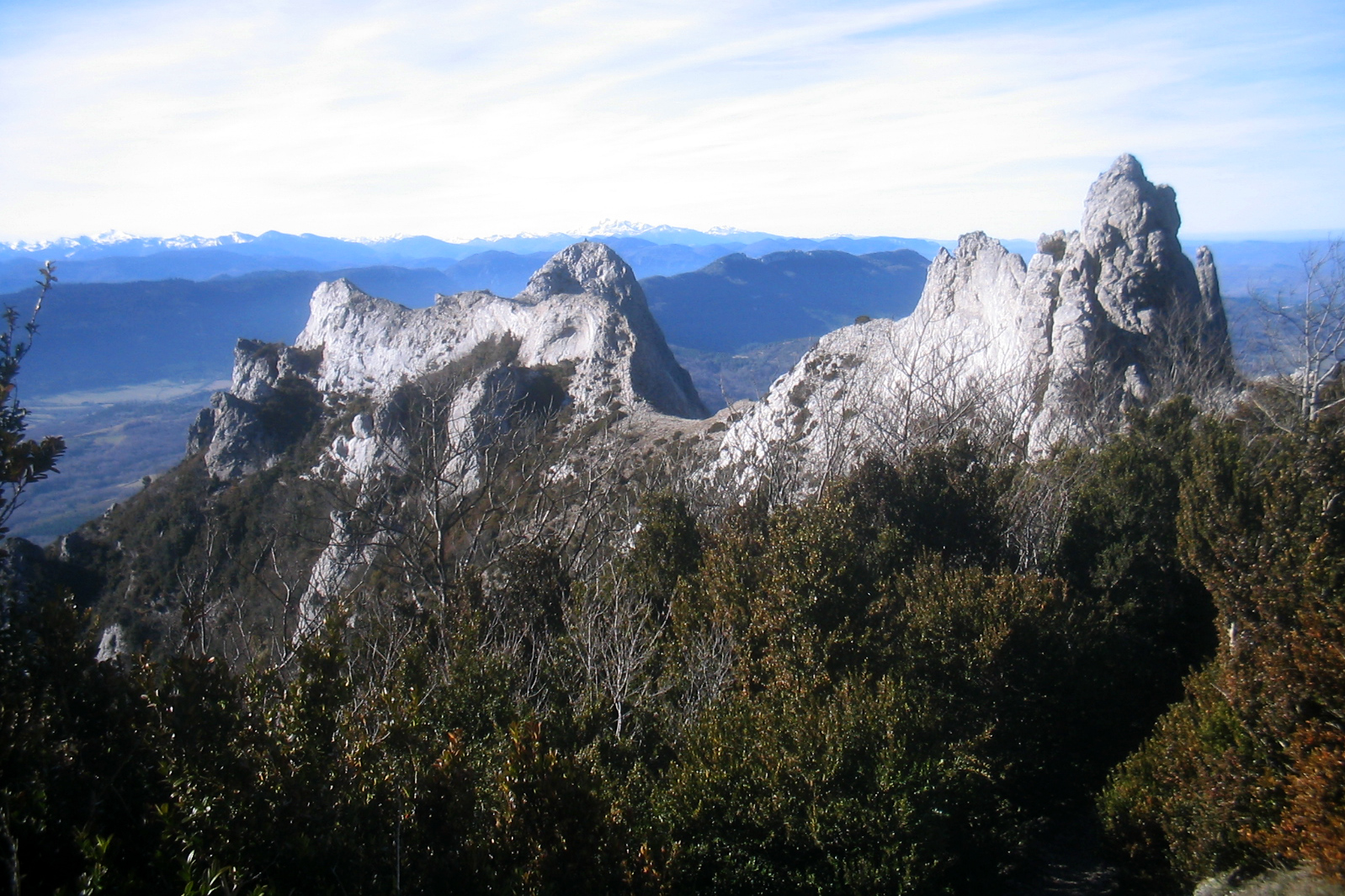
Cresta abocant Sud